# الخطيئة الأصلية
الخطيئة الأصلية هي عقيدة مسيحية تشير إلى وضع الإنسان الآثم الناتج من سقوط آدم. ويتصف هذا الوضع بأشكال عديدة، ما يتراوح من القصور البسيط أو النزعة تجاه الخطيئة بدون الذنب الجماعي (ما يدعى الطبيعة الخاطئة)، إلى شدة الفساد التام من خلال الذنب الجماعي.
مفهوم الخطيئة الأصلية أشير إليه لأول مرة في القرن الثاني من قبل إيرينيئوس، في جدل مع بعض الغنوصيين. قام غيره من آباء الكنيسة مثل أوغسطينوس أيضا بتشكيل وتطوير العقيدة، حيث رأى أنها استنادا إلى ما ورد في العهد الجديد من تعاليم بولس الرسول (رومية 5:12-21 و1 كورنثوس 15:21-22) وآية العهد القديم مزمور 51:5. اعتبر ترتليان، قبريانوس، أمبروز وأمبروسايستر أن البشرية أسهمت في خطيئة آدم، وأن هذه الخطيئة تنتقل من جيل لجيل. حظت صياغة أوغسطينوس لعقيدة الخطيئة الأصلية بعد 412 م بشعبية كبيرة بين البروتستانت الإصلاحيين مثل مارتن لوثر وجان كالفن، الذي ساووا بين الخطيئة الأصلية والرغبة المضرة (أو «الشهوة»)، مؤكدين أن الأمر يستمر حتى بعد المعمودية ويدمر تماما الحرية في فعل الخير. قبل 412 م، رأى أغسطينوس أن الإرادة الحرة تضعف ولكن لا تتدمر بسبب الخطيئة الأصلية. ولكن بعد 412 م تغير ذلك الرأي إلى فقدان البشر الإرادة الحرة تماما ما عدا الخطيئة. وتؤمن الكالفينية الأوغسطينية الحديثة بهذا الرأي الثاني. قام أوغسطينوس بتحديد موقع الخطيئة نفسها في السائل المنوي للذكور، مبررا ذلك بأن: عندما أكل آدم وحواء من الفاكهة خجلا وغطيا أعضاءهما التناسلية، وهذا هو المكان الذي تم نقل الخطيئة الأصلية منه إلى جميع الأجيال المقبلة، ويسوع المسيح وحده، الذي لم ينتج من سائل منوي بشري، ليس لديه العيب الذي انتقل من آدم. كانت فكرة أوغسطينوس تستند إلى أفكار العالم القديم الخاصة بعلم الأحياء، والتي تنص على أن الحيوانات المنوية الذكرية تحتوي على الطفل الذي لم يولد بعد بأكمله، وأن رحم الأم ليس أكثر من غرفة رعاية ينمو فيها. الحركة البنسينية والتي أعلنتها الكنيسة الكاثوليكية كهرطقة رأت أيضا أن الخطيئة الأصلية دمرت حرية الإرادة. بدلا من ذلك، ترى الكنيسة الكاثوليكية أن «المعمودية من خلال إضفاء الحياة من نعمة المسيح، تمحو الخطيئة الأصلية وترجع الإنسان مرة أخرى نحو الله، ولكن العواقب بالنسبة للطبيعة، الضعيفة والتي تميل إلى الشر، تستمر في الإنسان مما يستدعي معركة روحية.» وأن «رغم كونها أصبحت ضعيفة ومتقلصة بسبب سقوط آدم، فالإرادة الحرة لم تدمر بعد.»

## في الإسلام
مفهوم الخطيئة الموروثة (أو الخطيئة الأصلية) لا وجود له في الإسلام. وفقا للإسلام فقد وقع نوع من المخالفة من آدم وحواء، قال تعالى: ﴿فَأَزَلَّهُمَا الشَّيْطَانُ عَنْهَا فَأَخْرَجَهُمَا مِمَّا كَانَا فِيهِ وَقُلْنَا اهْبِطُوا بَعْضُكُمْ لِبَعْضٍ عَدُوٌّ وَلَكُمْ فِي الْأَرْضِ مُسْتَقَرٌّ وَمَتَاعٌ إِلَى حِينٍ ۝٣٦﴾. سورة البقرة الآية: 36.
ولكن تابا من ذلك وتقبل الله توبتهم وغفر لهم ذلك هذا بالفعل قبل خروجهم من الجنة كما ذُكر في سورة البقرة.
لقوله تعالى: ﴿فَتَلَقَّى آدَمُ مِنْ رَبِّهِ كَلِمَاتٍ فَتَابَ عَلَيْهِ إِنَّهُ هُوَ التَّوَّابُ الرَّحِيمُ ۝٣٧ قُلْنَا اهْبِطُوا مِنْهَا جَمِيعًا فَإِمَّا يَأْتِيَنَّكُمْ مِنِّي هُدًى فَمَنْ تَبِعَ هُدَايَ فَلَا خَوْفٌ عَلَيْهِمْ وَلَا هُمْ يَحْزَنُونَ ۝٣٨﴾. سورة البقرة الآيات: 37-38.
وذُكر مسئولية كل فرد عن ذنبه في سورة النجم الآيات: 38-42.
قال تعالى: ﴿أَلَّا تَزِرُ وَازِرَةٌ وِزْرَ أُخْرَى ۝٣٨ وَأَنْ لَيْسَ لِلْإِنْسَانِ إِلَّا مَا سَعَى ۝٣٩ وَأَنَّ سَعْيَهُ سَوْفَ يُرَى ۝٤٠ ثُمَّ يُجْزَاهُ الْجَزَاءَ الْأَوْفَى ۝٤١ وَأَنَّ إِلَى رَبِّكَ الْمُنْتَهَى ۝٤٢﴾ [النجم:38–42].